# Bubierca (stacja kolejowa)
Bubierca (hiszp. Estación de Bubierca) – stacja kolejowa w miejscowości Bubierca, w prowincji Saragossa, we wspólnocie autonomicznej Aragonia, w Hiszpanii. Jest obsługiwana przez pociągi Media Distancia (średniego zasięgu) Renfe.

## Położenie stacji
Znajduje się na 223,7 km linii Madryt – Barcelona rozstawu iberyjskiego, na wysokości 644 m n.p.m., pomiędzy stacjami Alhama de Aragón i Ateca.

## Historia
Stacja została otwarta 25 maja 1863 wraz z otwarciem odcinka Medinaceli – Saragossa linii kolejowej Madryt-Saragossa przez Compañía de los Ferrocarriles de Madrid a Zaragoza y Alicante. w 1941 roku, w wyniku nacjonalizacji kolei w Hiszpanii stała się częścią RENFE.
Od 31 grudnia 2004 Renfe Operadora zarządza liniami kolejowymi, podczas gdy Adif jest właścicielem obiektów kolejowych.

## Linie kolejowe
- Madryt – Barcelona